# Thylamys macrurus
Thylamys macrurus is een zoogdier uit de familie van de opossums (Didelphidae). De wetenschappelijke naam van de soort werd voor het eerst geldig gepubliceerd door Olfers in 1818.

## Voorkomen
De soort komt uitsluitend voor in de vochtige subtropische bossen in het oosten van Paraguay en de aangrenzende gebieden in Brazilië.